# Spiralen
Spiralen ist ein Walzer von Johann Strauss (Sohn) (op. 209). Das Werk wurde am 31. Januar 1858 im Redouten Saal der Wiener Hofburg erstmals aufgeführt.